# Слобода (Лельчицкий район, посёлок)
Слобода (бел. Слабада) — посёлок в Тонежском сельсовете Лельчицкого района Гомельской области Беларуси.
На севере национального парка «Припятский» (до 1996 года Припятский ландшафтно-гидрологический заповедник). На западе урочища Нивки, Головки, Заломы, на севере Волчье.

## География

### Расположение
В 43 км на северо-запад от Лельчиц, 106 км от железнодорожной станции Ельск (на линии Калинковичи — Овруч), 258 км от Гомеля.

### Гидрография
На востоке река Крушинная (приток реки Канава Крушинная).

## Транспортная сеть
Транспортные связи по просёлочной, затем автомобильной дороге Дзержинск — Лельчицы. Планировка состоит из короткой прямолинейной, меридиональной улицы, к которой присоединяются 2 переулка. Застройка деревянная, усадебного типа.

## История
Основан в начале XX века. Наиболее активная застройка приходится на 1920-е годы. В 1931 году жители вступили в колхоз, работала кузница. Согласно переписи 1959 года в составе участка Туровского леспромхоза, располагались начальная школа, фельдшерско-акушерский пункт, клуб, отделение связи.

## Население

### Численность
- 2004 год — 40 хозяйств, 77 жителей.

### Динамика
- 1925 год — 26 дворов.
- 1959 год — 526 жителей (согласно переписи).
- 2004 год — 40 хозяйств, 77 жителей.

## Известные уроженцы
- И. И. Короленко — белорусский художник.